# Huldra

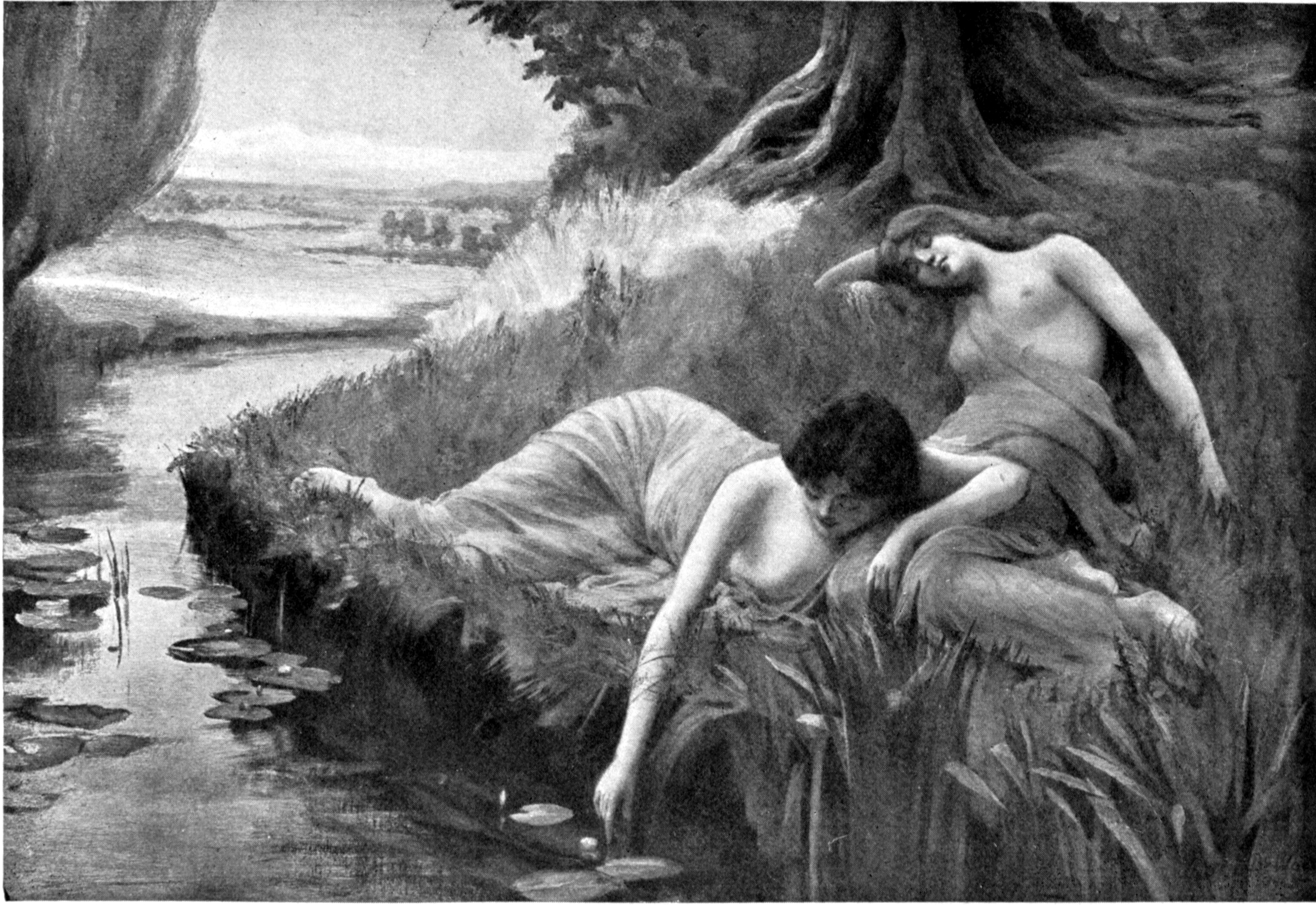
Huldre - dipinto di Bernard Evans Ward (1910).

Nel folclore scandinavo, le huldre o uldre (norvegese, derivante dalla radice che indica "coperto" o "segreto") sono delle seducenti creature della foresta. Altri nomi includono lo svedese skogsrå o skogsfru (che significa "dama della foresta") e Tallemaja (Maria del pino). Un uldro è chiamato huldu, oppure in Norvegia huldrekall. Il nome suggerisce una analogia con la figura di vǫlva Huld e dal tedesco Holda.
La parola huldra è una forma definita nel norvegese (l'"hulder") - la forma indefinita è ei hulder ("una hulder"). La forma indefinita plurale è huldrer (alcune "hulder"), mentre la forma definita plurale è huldrene ("le hulder"). Nel plurale sono anche comuni le forme collettive huldrefolk (indefinita) e huldrefolket (definita).

## Aspetto
L'huldra possiede una bellezza spiazzante e, a volte, viene rappresentata nuda e con lunghi capelli; ella vista di spalle somiglia al tronco di un vecchio albero e possiede una coda animale. In Norvegia si tramanda che abbia la coda di una mucca e in Svezia la coda di mucca viene spesso sostituita da quella di volpe. 
In Norvegia l'huldra viene spesso descritta come la tipica lattaia con indosso gli abiti di una ragazza di fattoria, anche se molto più appariscente rispetto alla maggior parte delle ragazze.

## Folclore
L'huldra è una delle parecchie rå (custode, guardiana), come l'acquatica sjörå (o havsfru), successivamente identificata con la sirena, e la bergsrå.
Maggiori informazioni possono essere trovate nella collezione norvegese di racconti popolari di Peder Christian Asbjørnsen e Jørgen Moe.